# Aalsmeer
Aalsmeer (phát âmⓘ) là một đô thị của Hà Lan. Aalsmeer thuộc tỉnh Noord-Holland ở nửa phía bắc Hà Lan. Aalsmeer có diện tích km², dân số năm 2010 là 30.189 người. Tên gọi từ tiếng Hà Lan là con cá chình (aal) và hồ (meer). Aalsmeer giáp hồ Westeinderplassen, hồ nước mở lớn nhất Randstad, và kênh Ringvaart. Thị xã có cự ly 13 km về phía tây nam Amsterdam.
Thị xã là nơi đấu giá hoa lớn nhất thế giới]].